# Brem jezik
Brem jezik (ISO 639-3: buq; barem, bububun, bunabun, bunubun), papuanski jezik transnovogvinejske porodice u provinciji Madang, Papua Nova Gvineja, uključujući i selo Bunabun. Govori ga oko 1 190 ljudi (2003 SIL) koji sebe nazivaju Brem ili Barem.
Klasificira se podskupini isumrud, šira Croisilleska skupina. Nekada se s jezikom malas [mkr], vodio kao jedan od dva mabuanska jezika

## Vanjske poveznice
- Ethnologue (14th)
- Ethnologue (15th)